# Láska na první boj
Láska na první boj (francouzsky Les Combattants) je romantické drama francouzského režiséra Thomase Cailleyho z roku 2014. Film byl představen na festivalu v Cannes 2014 a získal mnoho ocenění a nominací, mimo jiné v sekci Quinzaine des réalisateurs a cenu César pro nejlepší filmový debut. Hlavní role ztvárnili Kévin Azaïs a Adèle Haenel.

## O filmu
Nadcházející léto, pouze ve společnosti přátel a rodiny, vypadá pro Arnauda klidně. Potká však dívku Madeleine, která se připravuje na službu v armádě a má pesimistické myšlenky. On neočekává nic a ona ho připravuje na to nejhorší. Rozhodne se jí následovat při vstupu do armády, jak daleko až zajde? Je to příběh o lásce. Nebo příběh o přežití. Nebo obojí.

## Obsazení
| Kévin Azaïs        | Arnaud Labrède                |
| Adèle Haenel       | Madeleine                     |
| Antoine Laurent    | Manu Labrède, bratr Arnauda   |
| Brigitte Roüan     | Hélène Labrède, matka Arnauda |
| Nicolas Wanczycki  | poručík Schleiffer            |
| Maxime Mège        | Adrien                        |
| Thibault Berducat  | Victor                        |
| William Lebghil    | Xavier, kamarád Arnauda       |
| Frédéric Pellegeay | náborář                       |

## Výroba

### Vznik filmu
Při návratu do svého rodného kraje, do les Landes de Gascogne v Akvitánii, byl režisér Thomas Cailley inspirován jednak rozsáhlou a nehybnou krajinou a na druhé straně také bouřkami. Z těchto prvků vznikají charakterové rysy pro Arnauda a Madeleine. Inspiraci také čerpal z chování Beara Gryllse v pořadu Nutné k přežití, které sledoval během výroby svého krátkometrážního snímku. Kromě toho také vycházel z myšlenek sekvencí, které již předtím pro scénář vymyslel, jde o scény na lodi, s maskováním a mikrovlnnou troubou.

### Výběr herců
Thomas Cailley při psaní scénáře nepřemýšlí nad možnými herci, kteří by role mohli ztvárnit. Nicméně po dokončení scénáře byla ihned obsazena Adèle Haenel do role Madeleine. Kévin Azaïs se nejprve ucházel o vedlejší roli Xaviera, ale režisér měl problém se sehnáním herce podle svých představ pro roli Arnauda a nakonec si uvědomil, že Azaïs je vhodným adeptem a roli získal.